# Emmanuel Mapunda
Emmanuel Mapunda (ur. 10 grudnia 1935 w Parangu, zm. 16 maja 2019) – tanzański duchowny rzymskokatolicki, w latach 1987–2011 biskup Mbinga.

## Życiorys
Święcenia kapłańskie przyjął 8 sierpnia 1965. 22 grudnia 1986 został prekonizowany biskupem Mbinga. Sakrę biskupią otrzymał 6 stycznia 1987. 12 marca 2011 przeszedł na emeryturę.  Zmarł 16 maja 2019.